# Kızılcabölük, Koçarlı
Kızılcabölük là một xã thuộc huyện Koçarlı, tỉnh Aydın, Thổ Nhĩ Kỳ. Dân số thời điểm năm 2010 là 630 người.